# HD190537
HD190537 — хімічно пекулярна зоря спектрального класу A3, що має видиму зоряну величину в смузі V приблизно  6,8.
Вона  розташована на відстані близько 353,4 світлових років від Сонця.